# Lácaranka
Lácaranka je slovácká kapela dechové hudby (původně dětská), kterou v roce 1975 založil Metoděj Hanák z Brumovic s Jaroslavem Hamanem z Kobylí. Je pojmenována podle kobylského kopce Lácary. Účinkuje v televizi a roku 1994 vyhrála Zlatou křídlovku. Koncertuje i v zahraničí, zejména v Rakousku, Německu a ve Francii, ale také na Tchaj-wanu. Od roku 1990 byl jejím kapelníkem Ing. Josef Kaňa, jehož později nahradil Pavel Kadrnka, kterého nahradil Pavel Svoboda.

## Diskografie
- Pěsničko slovácká (se Šardičankou, 1993)
- Lácaranka 20 let (1995)
- Pomněnky (1997)
- Zpívám ti, Moravo (1998)
- Šestnáct se víckrát nevrátí (2000)
- Vitaj starý kamaráde (2003)
- Zpěv(y) skřivana (2007)
- Kobylské vínko (2008)
- Lácaranka 40 let (2015)